# Nikolajeff
Oy Nikolajeff Ab var ett företag i Helsingfors specialiserat på bilförsäljning. Nikolajeff var verksamt åren 1905–1978 och var det första företaget i Finland att specialisera sig på bilförsäljning. Företaget grundades av den rysk-finska affärsmannen Sergei Nikolajeff.